# Raraka
Raraka es un atolón de las Tuamotu, en la Polinesia Francesa, incluido en la comuna de Fakarava. Está situado en el centro y al oeste del archipiélago, a 40 km al este de Fakarava.
El atolón consta de unos bancos de arena, con una superficie total de 8 km², que rodean la laguna con un paso navegable. La villa principal es Matatapu, y los habitantes son ocasionales. No dispone de infraestructura alguna.